# Caeculus (mitologia)
Caeculus – postać z mitologii rzymskiej, legendarny protoplasta rodu Cecyliuszów.
Był synem Wulkana, który zapłodnił jego matkę pod postacią iskry z ogniska spadłej na jej łono. Po urodzeniu syna matka porzuciła go w świątyni Jowisza. Tam dziecko znalazły kobiety, które oddały je na wychowanie Depidiuszom, braciom jego matki. Oni to nadali dziecku imię Caeculus (od caecus – „ślepy”), z powodu jego zaczerwienionych od dymu oczu.
Tradycja przypisywała mu założenie miasta Preneste. Chcąc zachęcić okoliczną ludność do osiedlania się w nim, dzięki pomocy ojca dokonał na jej oczach cudu z ogniem – zebranych otoczyły płomienie, które rozwiały się na rozkaz Caeculusa.